# Comin-Yanga
Comin-Yanga ist sowohl eine Gemeinde (französisch commune rurale) als auch ein dasselbe Gebiet umfassendes Departement im westafrikanischen Staat Burkina Faso in der Region Centre-Est und der Provinz Koulpélogo. Die Gemeinde hat in 41 Dörfern 37.985 Einwohner.
Traditioneller Chef ist Naaba Koanga. Die erste Grundschule in Comin-Yanga wurde am 1. Oktober 1957 gegründet.